# Катастрофа Ту-154 в Сургуте
Катастрофа Ту-154 в Сургуте — авиационная катастрофа, произошедшая в субботу 1 января 2011 года в аэропорту Сургута. Авиалайнер Ту-154Б-2 авиакомпании «Когалымавиа» должен был выполнить внутренний рейс 7К-348 по маршруту Сургут—Москва, но во время буксировки к месту запуска двигателей на его борту начался пожар. Началась эвакуация, в ходе которой самолёт полностью сгорел, разломившись на две части. Из находившихся на его борту 132 человек (8 членов экипажа, 116 пассажиров и 10 сотрудников «Когалымавиа») погибли 3, ещё 43 получили ранения.

## Самолёт
Ту-154Б-2 (регистрационный номер RA-85588, заводской 83А588, серийный 0588) был выпущен Куйбышевским авиационным производственным объединением (КуАПО) 25 октября 1983 года. 13 ноября того же года под б/н СССР-85588 был передан авиакомпании «Аэрофлот» (Магаданское УГА, 1-й Магаданский ОАО). С марта 1993 года летал в авиакомпании «Мавиал — Магаданские авиалинии» (бортовой номер сменился на RA-85588), с 17 октября 1995 года находился в ней на хранении. 16 февраля 1999 года был продан авиакомпании «Владивосток Авиа», в которой получил имя Артём. 24 мая 2007 года был куплен авиакомпанией «Когалымавиа» (от неё с 25 октября 2008 года по май 2009 года находился на хранении в аэропорту Фуджайра, Эль-Фуджайра, ОАЭ). Оснащён тремя турбовентиляторными двигателями НК-8-2У Казанского моторостроительного производственного объединения (КМПО). На день катастрофы 27-летний авиалайнер совершил 13 147 циклов «взлёт-посадка» и налетал 32 354 часа.

## Экипаж и пассажиры
Состав экипажа рейса 7К-348 был таким:
- Командир воздушного судна (КВС) — 45-летний Сергей Кульчекаевич Сидоров. Налетал 12 202 часа, 2780 из них на Ту-154 (1787 из них в качестве КВС).
- Второй пилот — 36-летний Евгений Олегович Гатченко. Налетал 3775 часов, 3279 из них на Ту-154.
- Штурман — 28-летний Александр Викторович Степанец. Налетал 3670 часов, все на Ту-154.
- Бортинженер — 44-летний Олег Валентинович Малькин. Налетал 9960 часов, 3928 из них на Ту-154.

В салоне самолёта работали четыре стюардессы:
- Анжелика Николаевна Гладкова, 40 лет — бортпроводник-бригадир. Налетала 6875 часов, 5663 из них на Ту-154.
- Татьяна Борисовна Яблучинская, 35 лет. Налетала 7515 часов, 6982 из них на Ту-154.
- Полина Игоревна Профатило, 35 лет. Налетала 7120 часов, 5151 из них на Ту-154.
- Елена Александровна Атамова, 26 лет. Налетала 826 часов, 568 из них на Ту-154.

На борту самолёта в качестве пассажиров находились ещё 10 сотрудников авиакомпании «Когалымавиа»: второй экипаж (8 человек — 4 пилота и 4 бортпроводника) и 2 авиатехника.
Всего на борту самолёта находились 124 человека — 116 пассажиров, 8 членов экипажа и 10 сотрудников авиакомпании «Когалымавиа».
Среди пассажиров на борту находились участники российской поп-группы «На-На»: Владимир Политов, Вячеслав Жеребкин, Сергей Григорьев и Олег Коршунов.

## Хронология событий
1 января 2011 года в 15:00 YEKT должен был начаться регулярный рейс 7К-348 Сургут—Москва (Домодедово) авиакомпании «Когалымавиа», выполнял его авиалайнер Ту-154Б-2 борт RA-85588.
В 14:58 после принятия решения на вылет экипаж приступил к запуску двигателей. Запуск двигателей №1 и №2 производился во время буксировки тягачом на рулежной дорожке к взлётной полосе. Запуск двигателя №3 производился после установки самолёта на стояночный тормоз. В процессе запуска двигателей замечаний не было. После выхода двигателей на режим «МАЛЫЙ ГАЗ» было произведено подключение генераторов на бортовую сеть. Экипажем был определен следующий порядок включения генераторов на сети: генератор Г2, генератор Г1, генератор Г3.

Пожар на борту рейса 7К-348

Внезапно между 15:00:36 и 15:00:39 в правой панели генераторов (в районе 62-64 шпангоутов ближе к хвосту самолёта) возникло возгорание. Сидевшие на последних рядах второго салона члены резервного экипажа и другие пассажиры услышали треск и увидели начавшееся искрение и задымление, которое быстро усиливалось. В пассажирском салоне возникла паника и неразбериха. Членами резервного экипажа и другими пассажирами были открыты часть аварийных люков и двери (всего открыты 8 из 10 аварийных выходов).
У дверей и аварийных люков возникла давка. Две из четырёх стюардесс были вытолкнуты пассажирами наружу и в дальнейшей эвакуации участия не принимали. Паника усугублялась наличием густого дыма и отсутствием освещения. Из шести аварийных трапов был выброшен и приведён в рабочее состояние только один (передней двери по левому борту). Экипаж обнаружил возникновение пожара на борту в 15:00:48, когда бортинженер заметил загорание двух красных ламп, свидетельствующих об отказе генераторов двигателей №2 и №3. В 15:00:57 КВС дал команду на отключение двигателей.
Примерно в 15:01:00 стюардесса доложила экипажу о пожаре и панике в пассажирском салоне. Отключение всех трёх двигателей было осуществлено в 15:01:05 прекращением подачи авиатоплива: переводом рычагов останова двигателей в положение «СТОП». Выключив двигатели, бортинженер вышел в салон, выбросил аварийный трап слева по борту, после чего вернулся в кабину, отключил ВСУ и предпринял попытку обесточивания самолёта, но из-за густого чёрного дыма в кабине пилотов ничего не было видно. В это же время штурман по команде КВС покинул кабину пилотов, но был блокирован потоком людей в районе двери в пилотскую кабину и пытался направлять пассажиров к выходу на аварийный трап. Оказав помощь нескольким пассажирам в эвакуации, он покинул самолёт по этому же трапу. Огонь в это время прожёг хвостовую часть самолёта и перекинулся на фюзеляж.
КВС, второй пилот и бортинженер оказались заблокированы в пилотской кабине. После того, как напор пассажиров уменьшился, по команде командира бортинженер и второй пилот ползком покинули пилотскую кабину, скатились по трапу, принимали пассажиров и помогали отводить их от самолёта. КВС также ползком на ощупь проверил пол в вестибюле и в начале первого салона, после чего покинул лайнер.
Вследствие вышеперечисленных причин эвакуация заняла около 3 минут при нормативе 90 секунд.
3 пассажира, получившие отравление продуктами горения, не смогли покинуть лайнер и погибли. 27 пассажиров и 5 членов экипажа (2 из резервного, 3 из основного — бортинженер и 2 стюардессы) тяжело пострадали, получив травмы, отравления продуктами горения и ожоги. Еще 22 пассажира и 3 члена экипажа (КВС, второй пилот и штурман) легко пострадали. Остальные 70 пассажиров, в том числе участники группы «На-На», не пострадали.

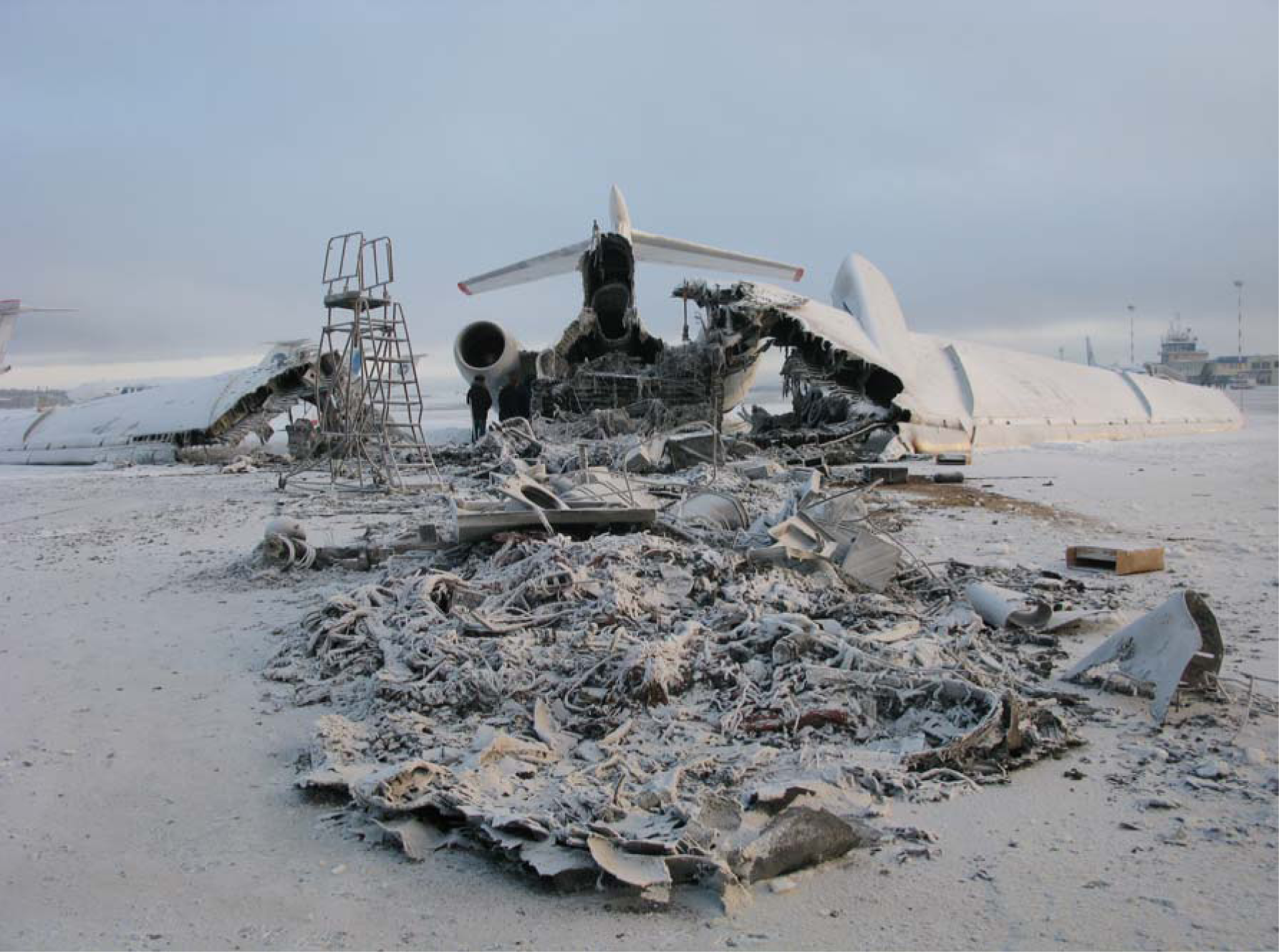
Обломки рейса 348

Уже в 15:04 расчёты аварийно-спасательного отряда аэропорта Сургута прибыли на место происшествия и приступили к тушению пожара. В тушении пожара и выполнении аварийно-спасательных работ было задействовано более 150 человек и 40 единиц техники, но предпринятые ими меры оказались неэффективными, так как ими производилось тушение внешней поверхности самолёта, в то время как очаг возгорания находился внутри фюзеляжа. Позднее произошёл взрыв топливных баков с разливом авиатоплива на площади около 1000 м² и лайнер разломился надвое. К 15:31 самолёт был полностью объят пламенем. Пожар был полностью локализован в 15:46, лайнер выгорел полностью до 67 шпангоута, кроме хвостовой части и частей обеих консолей крыла.
В катастрофе погибли 3 человека, ещё 43 пострадали. 39 человек были госпитализированы, 4 из них в тяжёлом состоянии.
На 2 января в больницах оставались 30 человек (1 в тяжёлом состоянии).

## Расследование
Для расследования причин происшествия была создана межведомственная комиссия.
Следственным комитетом России было возбуждено уголовное дело по части 3 статьи 263 УК РФ. Расследование проводилось Уральским следственным управлением на транспорте Следственного комитета РФ.
«Следствием рассматривается ряд версий случившегося, в том числе нарушение правил пожарной безопасности и нарушение правил эксплуатации воздушного судна. Между тем, ни одна из них не выдвигается в качестве приоритетной», — сказал представитель Следственного комитета РФ Владимир Маркин.
В связи с катастрофой Ространснадзор выдал предписание о приостановке полётов самолётов Ту-154Б до установления причин, приведших к авиационному событию.
Также расследование проводила комиссия, созданная Межгосударственным авиационным комитетом (МАК). Сообщения комиссии МАК:
- 4 января 2011 года: ни один из трёх двигателей, ни вспомогательная силовая установка не явились источниками пожара на самолёте; пожар начался в задней части салона самолёта в районе 62-65 шпангоутов[15].
- 5 января 2011 года: продолжаются работы по анализу информации, зафиксированной бортовыми самописцами, а также схемный анализ системы энергоснабжения с оценкой функционирования электросети самолета; электрооборудование, находящееся в районе 62-65 шпангоутов имеет сильное повреждение огнём; поврежденные элементы правой панели генераторов направляются в Государственный центр «Безопасность полетов на воздушном транспорте».
- 8 января 2011 года: из предварительного анализа информации, зафиксированной параметрическими самописцами, следует, что накануне дня авиационного происшествия на этом самолете имели место разовые команды, свидетельствовавшие о неисправности системы энергоснабжения самолета.

Окончательный отчёт расследования был опубликован 28 сентября 2011 года.
Согласно отчёту, причиной пожара стала электрическая дуга, возникшая из-за неисправности электросистемы самолёта и ряда недостатков в её устройстве. Комиссией были составлены рекомендации по устранению этих недостатков.

## Последствия
В рамках работы Комиссии сформирована специальная группа с участием специалистов МАК, авиапромышленности и гражданской авиации, задачей которой является анализ технической документации, результатов исследования элементов системы энергоснабжения в Государственном центре «Безопасность полетов на воздушном транспорте» и информации, зафиксированной самописцами.
В апреле 2012 года руководитель Уральского следственного управления на транспорте СКР Дмитрий Путинцев сообщил о том, что уголовное дело, возбужденное по факту возгорания Ту-154, прекращено в связи с отсутствием события преступления. По его словам, «причиной возгорания стало короткое замыкание, то есть технический, а не человеческий фактор».
Ханты-Мансийский округ (владелец аэропорта Сургута) в период с июня 2012 по январь 2013 года выиграл арбитражные процессы о взыскании с авиакомпании «Когалымавиа» 3,4 миллиона рублей ущерба в пользу ХМАО за повреждённое полотно рулёжной дорожки.

## Ущерб и страховые выплаты
Страхование ответственности авиаперевозчика осуществлялось страховой компанией «СОГАЗ». 63 пассажира обратились к страховщику за страховым возмещением в связи с гибелью багажа, двое — в связи с причинением вреда здоровью, родственникам трёх погибших пассажиров было выплачено по 2 000 000 рублей. Кроме того, по договору страхования имущества «СОГАЗ» выплатил 6,22 млн рублей департаменту по управлению государственным имуществом Ханты-Мансийского автономного округа — Югры за ущерб, нанесённый рулёжной дорожке аэропорта вследствие разлива и возгорания авиационного керосина (общая стоимость ремонта покрытия составила 9,6 млн руб). Каско самолёта не было застраховано и весь ущерб от катастрофы в этой части целиком лёг на авиакомпанию.